# КК Саски Басконија
КК Саски Басконија (шп. Saski-Baskonia S.A.D.) кошаркашки је клуб из Виторије, баскијског града на северу Шпаније. У сезони 2022/23. такмичи се у АЦБ лиги и у Евролиги.

## Историја
Клуб је основан 1959, а први пут је у првој лиги заиграо 1971. године. Пет пута је учествовао на Фајнал фору Евролиге (2005, 2006, 2007, 2008. и 2016), али ниједном није освојио то такмичење. Године 1996. освојио је Куп Рајмонда Сапорте. Четири пута је био првак Шпаније, шест пута освајач купа и четири пута освајач суперкупа Шпаније. 
Клуб је познат под својим спонзорским називима, а најдуже је носио спонзорско име Тау керамика због свог дугогодишњег спонзора ТАУЛЕЛЛ-а, фирме која се бави обрадом керамике. Последњих година је клуб такође био познат по именима Каха Лаборал и Лаборал Кућа.

## Имена клуба
У зависности од спонзора, клуб је кроз своју историју неколико пута мењао име:
- Депортиво (1959—1983)
- Каха Алава (1983—1986)
- Таугрес / Таукерамика (1986—2009)
- Каха Лаборал (2009—2013)
- Лаборал Кућа (2013—2016)

## Успеси

### Национални
- Првенство Шпаније:
  - Првак (4): 2002, 2008, 2010, 2020
  - Вицепрвак (5): 1998, 2005, 2006, 2009, 2018.

- Куп Шпаније:
  - Победник (6): 1995, 1999, 2002, 2004, 2006, 2009.
  - Финалиста (3): 1994, 2003, 2008.

- Суперкуп Шпаније:
  - Победник (4): 2005, 2006, 2007, 2008.
  - Финалиста (2): 2011, 2018.

### Међународни
- Европски куп:
  - Победник (1): 1996.
  - Финалиста (2): 1994, 1995.

- Евролига:
  - Финалиста (2): 2001, 2005.
  - Треће место (1): 2006.

## Учинак у претходним сезонама
| Сез.     | Првенство Шпаније | Куп Шпаније  | Европско такмичење      | Европско такмичење |
| -------- | ----------------- | ------------ | ----------------------- | ------------------ |
| 2000/01. | Полуфинале ПО     | Четвртфинале | Евролига — Финалиста    |                    |
| 2001/02. | Првак             | Победник     | Евролига — Топ 16       |                    |
| 2002/03. | Четвртфинале ПО   | Финалиста    | Евролига — Топ 16       |                    |
| 2003/04. | Полуфинале ПО     | Победник     | Евролига — Топ 16       |                    |
| 2004/05. | Вицепрвак         | Полуфинале   | Евролига — Финалиста    |                    |
| 2005/06. | Вицепрвак         | Победник     | Евролига — 3. место     |                    |
| 2006/07. | Полуфинале ПО     | Полуфинале   | Евролига — 4. место     |                    |
| 2007/08. | Првак             | Финалиста    | Евролига — 4. место     |                    |
| 2008/09. | Вицепрвак         | Победник     | Евролига — Четвртфинале |                    |
| 2009/10. | Првак             | Полуфинале   | Евролига — Четвртфинале |                    |
| 2010/11. | Полуфинале ПО     | Полуфинале   | Евролига — Четвртфинале |                    |
| 2011/12. | Полуфинале ПО     | Полуфинале   | Евролига — Топ 24       |                    |
| 2012/13. | Четвртфинале ПО   | Полуфинале   | Евролига — Четвртфинале |                    |
| 2013/14. | Четвртфинале ПО   | Четвртфинале | Евролига — Топ 16       |                    |
| 2014/15. | Четвртфинале ПО   | —            | Евролига — Топ 16       |                    |
| 2015/16. | Полуфинале ПО     | Полуфинале   | Евролига — 4. место     |                    |
| 2016/17. | Полуфинале ПО     | Полуфинале   | Евролига — Четвртфинале |                    |
| 2017/18. | Вицепрвак         | Четвртфинале | Евролига — Четвртфинале |                    |
| 2018/19. | Четвртфинале ПО   | Четвртфинале | Евролига — Четвртфинале |                    |
| 2019/20. | Првак             | —            | Евролига (прекинуто)    |                    |
| 2020/21. | Четвртфинале ПО   | Полуфинале   | Евролига — 10. место    |                    |
| 2021/22. | Полуфинале ПО     | —            | Евролига — 9. место     |                    |
| 2022/23. | Четвртфинале ПО   | Четвртфинале | Евролига — 9. место     |                    |

## Познатији тренери
- Душко Ивановић
- Божидар Маљковић
- Велимир Перасовић
- Невен Спахија
- Жан Табак